# Michael Pietsch (Schauspieler)
Michael Pietsch (* 11. Mai 1984 in Kaiserslautern) ist ein deutscher Schauspieler, Puppenbauer und -spieler.

## Leben
Sein Schauspielstudium schloss Pietsch 2008 an der Hochschule für Musik und Theater Felix Mendelssohn Bartholdy in Leipzig ab. Während des Studiums stand er am Schauspiel Leipzig auf der Bühne, sein erstes Festengagement führte ihn an das Staatstheater Oldenburg. Seit der Spielzeit 2014/2015 ist Michael Pietsch festes Ensemblemitglied am Staatstheater Mainz. Er gastierte u. a. am Schauspielhaus Bochum, der Oper Mannheim, dem Schauspiel Frankfurt, dem Schauspielhaus Graz, an der Oper Zürich, dem Théâtre National Wallonie-Bruxelles, dem Staatsschauspiel Stuttgart und dem Staatsschauspiel Dresden. Die internationale Produktion Coltan-Fieber führte den Regisseur Jan-Christoph Gockel und ihn u. a. auf Festivals in Kinshasa; Der siebte Kontinent – ein Projekt über Plastik – auf Recherchereise nach Hawaii. Für die Produktion Die Revolution frisst ihre Kinder! reiste Pietsch im Herbst 2018 gemeinsam mit Jan-Christoph Gockel und Team nach Burkina Faso, wo sie sich auf die Spuren der burkinischen Revolution von 2014 begaben. Es entstanden sowohl ein Theaterstück als auch ein Film. Die Revolution frisst ihre Kinder!  wurde mit dem Nestroy-Theaterpreis für Beste Bundesländeraufführung (2019) ausgezeichnet, zuvor hatten Gockel, Pietsch und ihr Team den Preis 2017 für den Theaterabend Der Auftrag: Dantons Tod erhalten. Im Auftrag der Staatskanzlei Rheinland-Pfalz entwarf und baute Pietsch für den Staatsakt zum Tag der deutschen Einheit 2017 eine Figur – den Vater Rhein – und spielte diesen, unter Regie von Jan-Christoph Gockel, in einer Live-Übertragung des ZDF.

## Puppenbau
Seit seinem 5. Lebensjahr beschäftigt sich Pietsch mit dem Bau von Puppen. Er beschreitet dabei innovative Wege – definiert die Grenzen des traditionellen Puppentheaters neu. Eine langjährige Arbeitsbeziehung verbindet ihn mit dem Regisseur Jan-Christoph Gockel. Gemeinsam haben die beiden ihre eigene Theatersprache gefunden – an der Schnittstelle von Schauspiel und Puppentheater – mit ihrer Kompanie peaches&rooster. Durch die Arbeit auf Theaterbühnen ist Pietsch mit der Konstruktion seiner Figuren nicht an kleine Puppenbühnen gebunden. Das erlaubt ihm, in anderen Dimensionen zu denken – seine Figuren mit 6 m langen Fäden zu versehen und sie aus der Luft zu steuern, sie in Flammen zu setzen oder in einem Wasserbecken schwimmen zu lassen. Seine „Kernkompetenz“ ist die aus Holz geschnitzte Marionette, jedoch experimentiert er auch gerne mit einer Vielzahl anderer Materialien, seien es Schaumstoffe, Silikone, Kunstharze, tote Tiere oder Knochen – wie für die Produktion Moby Dick am Staatsschauspiel Stuttgart. Für Frankenstein, eine Arbeit am Théâtre National Wallonie-Bruxelles, hat er gemeinsam mit Julia Kurzweg eine 7 m große Marionette aus Objekten verstorbener Menschen gebaut – das Monster gewann den Prix de la Critique, den belgischen Theaterpreis, in der Kategorie "Meilleur création artistique et technique". Seine Figuren waren bereits in Ausstellungen am Théâtre National Wallonie-Bruxelles, der Augsburger Puppenkiste und am Staatsschauspiel Dresden zu sehen.

## Theater (Auswahl)
- 2020: Orestie von Aischylos, Regie: Jan-Christoph Gockel, Schauspiel Frankfurt
- 2019: Woyzeck von Georg Büchner, mit Texten von Fiston Mwanza Mujila und Heiner Müller, Regie: Jan-Christoph Gockel, Staatsschauspiel Dresden
- 2018: Die Revolution frisst ihre Kinder! von Jan-Christoph Gockel und Ensemble, Regie: Jan-Christoph Gockel, Schauspielhaus Graz
- 2018: Der Untertan nach Heinrich Mann, Regie: Jan-Christoph Gockel, Staatsschauspiel Dresden
- 2018: Die Nibelungen nach Friedrich Hebbel, Regie: Jan-Christoph Gockel, Staatstheater Mainz
- 2018: Frankenstein nach dem Roman von Mary Shelley, Regie: Jan-Christoph Gockel, Théâtre National Wallonie-Bruxelles
- 2018: Moby Dick nach dem Roman von Herman Melville, Regie: Jan-Christoph Gockel, Schauspiel Stuttgart
- 2017: Vater Rhein, Staatsakt zum Tag der Deutschen Einheit, Regie: Jan-Christoph Gockel, ZDF, Staatstheater Mainz
- 2017: Der siebte Kontinent. Reise zur größten Mülldeponie der Erde von Jan-Christoph Gockel und Ensemble, Regie: Jan-Christoph Gockel, Theater im Bauturm Köln, Staatstheater Mainz
- 2017: Der Auftrag: Dantons Tod, mit Texten aus Heiner Müllers Der Auftrag und Georg Büchners Dantons Tod, Regie: Jan-Christoph Gockel, Schauspielhaus Graz
- 2016: Die Verwandlung nach Franz Kafka, Regie: Jan-Christoph Gockel, Schauspielhaus Bochum, Schauspiel Frankfurt
- 2016: Ich, Pinocchio. Eine Reise ins Herz der Maschine, ein Projekt von Jan-Christoph Gockel nach Carlo Collodi, Regie: Jan-Christoph Gockel, Staatstheater Mainz
- 2016: Macbeth von William Shakespeare, Regie: Jan-Christoph Gockel, Staatstheater Mainz
- 2015: Merlin oder Das wüste Land von Tankred Dorst, Mitarbeit Ursula Eder, Regie: Jan-Christoph Gockel, Schauspielhaus Graz
- 2015: Rote Laterne von Christian Jost, Regie: Nadja Loschky, Oper Zürich
- 2015: Die Ratten von Gerhart Hauptmann, Regie: Jan-Christoph Gockel, Staatstheater Mainz
- 2014: Coltan-Fieber, ein Theaterprojekt von Jan-Christoph Gockel und Ensemble, Regie: Jan-Christoph Gockel, Ouagadougou (Burkina Faso), Kinshasa (DR Kongo), Köln
- 2014: Die Liebe zu drei Orangen von Sergei Prokofjew, Regie: Cordula Däuper, Nationaltheater Mannheim
- 2013: Metropolis nach dem Film von Fritz Lang und dem Roman von Thea von Harbou, für die Bühne bearbeitet von Jan-Christoph Gockel und David Schliesing, Theater Bonn
- 2013: Grimm. Ein deutsches Märchen, ein Theaterprojekt von Jan-Christoph Gockel und David Schliesing, Regie: Jan-Christoph Gockel, Staatstheater Mainz
- 2012: Trilogie der Träumer von Philipp Löhle, Regie: Jan-Christoph Gockel, Konzert Theater Bern
- 2012: Die Entführung aus dem Serail von Wolfgang Amadeus Mozart, Regie: Nadja Loschky, Theater und Orchester Heidelberg
- 2011: Shockheaded Peter (Struwwelpeter) von Phelim McDermott, Julian Crouch und Martyn Jacques, mit Musik von The Tiger Lillies, Theater und Orchester Heidelberg
- 2010: Baal von Bertolt Brecht, Regie: Jan-Christoph Gockel, Staatstheater Oldenburg
- 2010: Die Räuber von Friedrich Schiller, Regie: Volker Lösch, Theater Bremen

## Auszeichnungen (Auswahl)
- 2019: Nestroy-Theaterpreis (Beste Bundesländeraufführung) für Die Revolution frisst ihre Kinder! von Jan-Christoph Gockel und Ensemble, Regie: Jan-Christoph Gockel, Schauspielhaus Graz
- 2018: Prix de la Critique in der Kategorie Création artistique et technique für die Monster-Marionette in Frankenstein, Regie: Jan-Christoph Gockel, Théâtre National Wallonie-Bruxelles
- 2017: Nestroy-Theaterpreis (Beste Bundesländeraufführung) für Der Auftrag: Dantons Tod mit Texten aus Heiner Müllers Der Auftrag und Georg Büchners Dantons Tod, Regie: Jan-Christoph Gockel, Schauspielhaus Graz
- 2015: Nennung in der Kategorie „Bühne, Raum, Kostüm“ (Deutsche Bühne) für Puppen- und Marionettenbau für Die Ratten, Regie: Jan-Christoph Gockel, Staatstheater Mainz
- 2010: Nominierung als Nachwuchsschauspieler des Jahres (Theater Heute)